# Eduard Schleich
Eduard Schleich, né le 12 octobre 1812 à Haarbach et mort le 8 janvier 1874 à Munich, est un peintre bavarois.

## Biographie
Schleich étudie à partir de 1823 à l'académie des beaux-arts de Munich, mais on estime qu'il est sans talent et il la quitte. Il commence alors à peindre de lui-même des paysages, en s'inspirant de Christian Ezdorf (en), Christian Morgenstern et Carl Rottmann. Il étudie aussi la peinture flamande et les maîtres hollandais ont une influence déterminante pour la suite de sa carrière.
Schleich voyage en France, aux Pays-Bas et Italie et en Allemagne, mais ses premières œuvres ne représentent que des montagnes de Bavière. Il étend le sujet de ses toiles par la suite.
C'est en 1851 qu'il entreprend un voyage d'études à Paris avec ses amis Carl Ebert, Dietrich Langko (de) et Carl Spitzweg, où il se laisse inspirer par les grands maîtres du Louvre.
Schleich devient membre et professeur de l'Académie des beaux-arts de Munich, membre de l'Académie royale des arts de Stockholm et de l'Académie des beaux-arts de Vienne. Il a eu notamment pour élèves Julius Mařák et Ludwig Willroider, et son influence fut grande parmi les paysagistes allemands.
La Neue Pinakothek de Munich donne un aperçu de ses paysages empreints de nostalgie et de mélancolie.
Il est enterré à l'ancien cimetière du Sud (Munich).

## Quelques œuvres
- Nuit de lune en Normandie, 1858

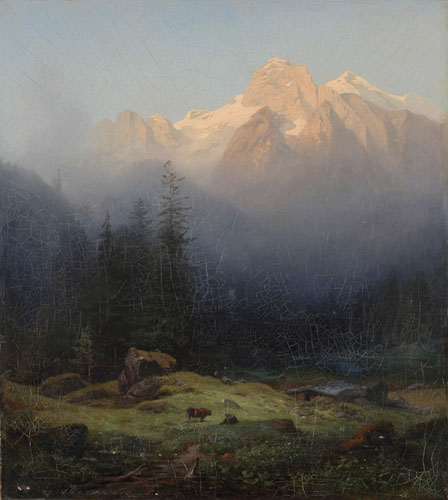
Paysage d'alpage

- Les Bords de l'Isar près de Munich, 1860
- Brume matinale au lac de Stamberg, 1860
- Le Lac d'Herrenschiem, 1871

## Source

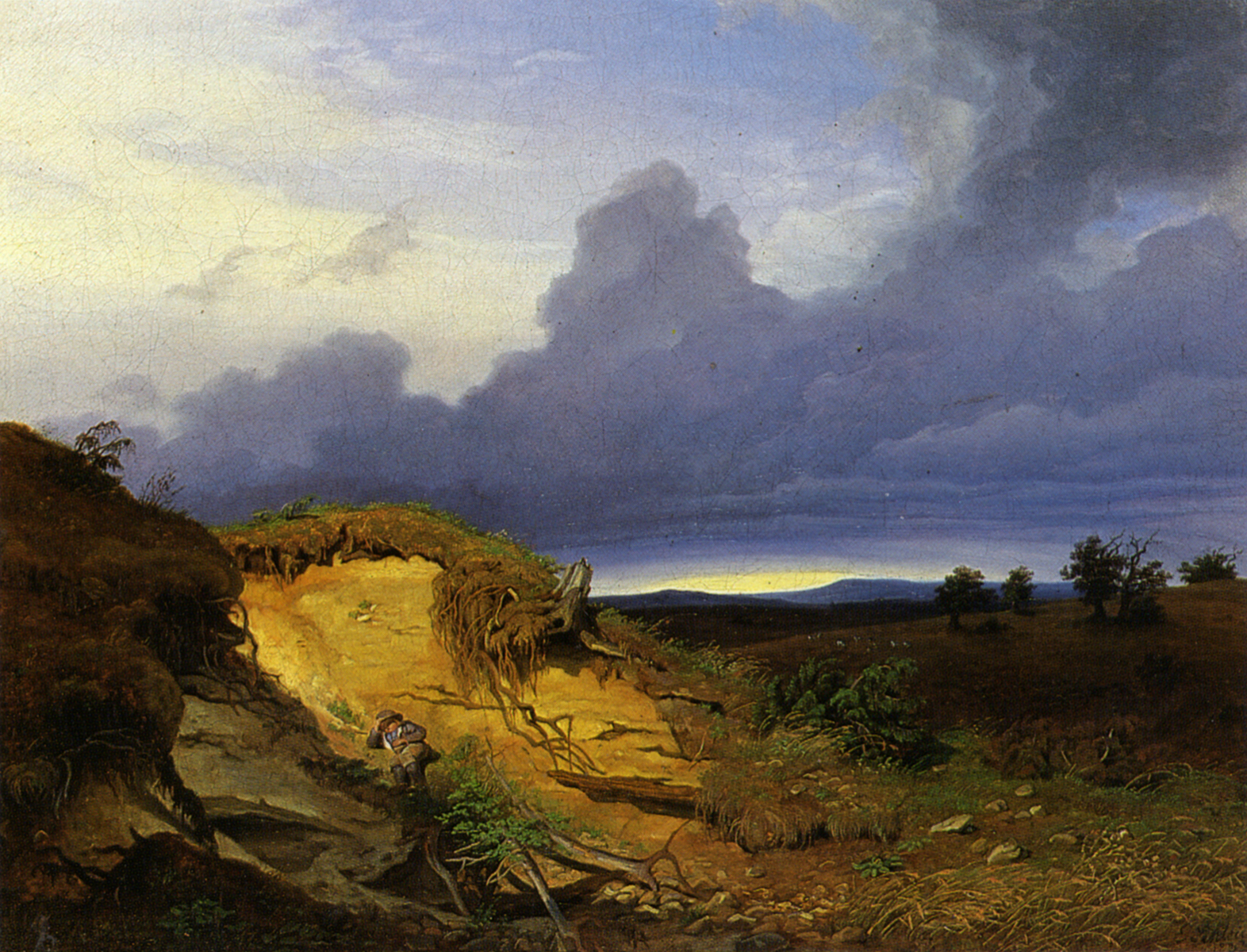
Garçonnet se reposant, 1833

- (de) Cet article est partiellement ou en totalité issu de l’article de Wikipédia en allemand intitulé « Eduard Schleich der Ältere » (voir la liste des auteurs).